# Witold Bańka

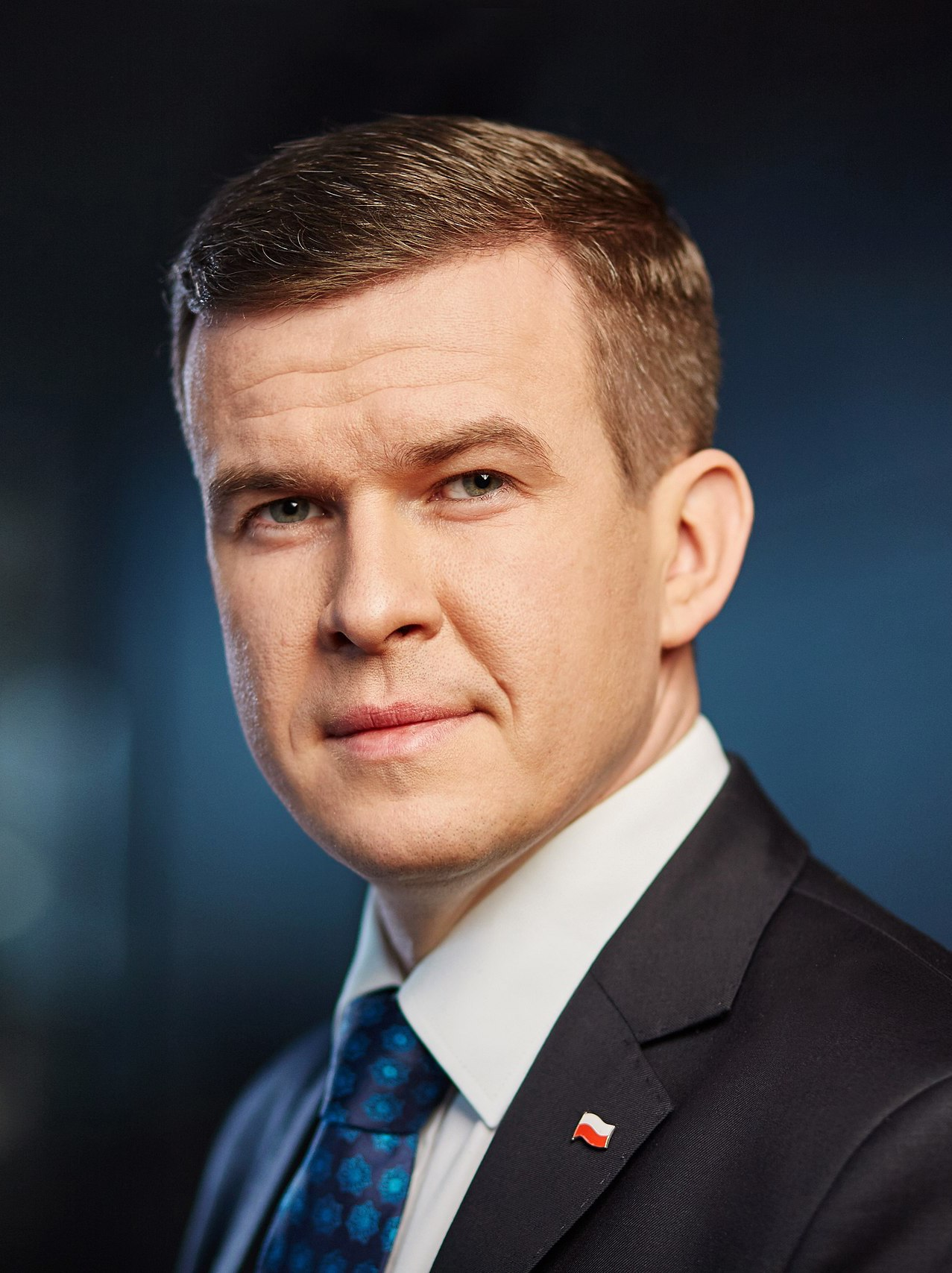
Witold Bańka (2018)

Witold Bańka (* 3. Oktober 1984 in Tychy) ist ein ehemaliger polnischer Politiker und Sprinter. Von 2015 bis 2019 war er polnischer Tourismus- und Sportminister. Seit 2020 ist er Präsident der Welt-Anti-Doping-Agentur.

## Leben
Banka hatte sich auf den 400-Meter-Lauf spezialisiert. Mehrmals wurde er bei internationalen Meisterschaften in der 4-mal-400-Meter-Staffel eingesetzt. Bei den Leichtathletik-U23-Europameisterschaften 2005 in Erfurt und bei der Universiade 2007 in Bangkok gewann er mit dem polnischen Team Gold. Bei den Leichtathletik-Weltmeisterschaften 2007 in Osaka war er im Vorlauf Teil der polnischen Stafette, die schließlich die Bronzemedaille errang. 2009 folgte Silber mit der polnischen Mannschaft bei der Universiade in Belgrad.
Seine persönliche Bestzeit von 46,11 s stellte er am 23. August 2007 in Osaka auf. 2012 beendete er seine Sportlaufbahn. Danach war er freiberuflich als Unternehmensberater tätig und coachte Firmen im Bereich Public Relations gegenüber Medien und bei Imagekampagnen.
Am 16. November 2015 wurde der parteilose Bańka für das Kabinett von Ministerpräsidentin Beata Szydło zum Minister für Sport und Tourismus ernannt. Im April 2016 wurde er Mitglied der Regierungspartei PiS.
2018 kündigte Bańka an, für das Amt des Präsidenten der Welt-Anti-Doping-Agentur (WADA) zu kandidieren. Er gewann das Kandidatenduell gegen die bisherige WADA-Vizepräsidentin Linda Helleland und wurde am 7. November 2019 auf der WADA-Konferenz zum Präsidenten gewählt. Bańka trat sein neues Amt zum 1. Januar 2020 an.